# NGC 2583
NGC 2583 è una galassia ellittica situata nella costellazione dell'Idra, a una distanza di circa 298 milioni di anni luce dalla nostra Via Lattea.

## Scoperta
La galassia è stata scoperta nel 1886 dall'astronomo statunitense Frank Muller.